# Lorenz Reidt
Lorenz Reidt (* 12. September 1804 in Neukirchen; † 15. Juni 1864 ebenda) war ein deutscher Bürgermeister und Mitglied der Kurhessischen Ständeversammlung.

## Leben
Lorenz Reidt übte in seiner Heimatstadt das Amt des Bürgermeisters aus, als er 1842 ein Mandat für die kurhessische Ständeversammlung erhielt. Er blieb nur in diesem Jahr im Parlament. 